# Metro v Toulouse
Metro v Toulouse (francouzsky Métro de Toulouse, okcitánsky Mètro de Tolosa) je síť metra a systém veřejné dopravy ve francouzském Toulouse. Využívá systém véhicule automatique léger (VAL), který se vyznačuje automatizací a koly s gumovými pneumatikami.
Metro má v současné době dvě linky značené písmeny a barvami: A (červená) a B (žlutá). Linka C, která má mít zelenou barvu, se začala stavět v roce 2022. Dohromady měří jeho síť 28,2 km. Soupravy metra zastavují v 37 stanicích, z nichž pouze jedna je přestupní (Jean–Jaurès). Linka A byla otevřena v červnu 1993 po pěti letech stavebních prací. Vede ze stanice Basso Cambo do stanice Balma–Gramont. Linka B byla otevřena v roce 2007 a vede ze stanice Ramonville do stanice Borderouge. Od roku 2007 bylo projednáno a zahájeno několik projektů – prodloužení linky B a výstavba linky C v rámci projektu Toulouse Aerospace Express.
V roce 2020 vyhrála společnost Alstom výběrové řízení na dodávku vlaků pro linku C. O zakázku se ucházely další tři společnosti: Siemens, Ansaldo-Hitachi a CAF ve spolupráci s Thales Group.

## Síť tratí a linkové vedení
| Schéma pražského metra                                   |           |                |
| Toulouské metro má dvě linky označené písmeny a barvami: |           |                |
| linka A                                                  | 18 stanic | 12,5 km dlouhá |
| linka B                                                  | 20 stanic | 15,7 km dlouhá |
| Trasy metra ve výstavbě                                  |           |                |
| linka C                                                  | 21 stanic | 27 km dlouhá   |